# Ptilostemon
Ptilostemon é um género botânico pertencente à família Asteraceae.

## Espécies
- Ptilostemon abylensis
- Ptilostemon afer
- Ptilostemon appendiculatum
- Ptilostemon casabonae
- Ptilostemon chamaepeuce (L.) Less.
- Ptilostemon diacanthus
- Ptilostemon dyricola
- Ptilostemon echinocephalus
- Ptilostemon fruticosus
- Ptilostemon gnaphaloides
- Ptilostemon hispanicus
- Ptilostemon leptophyllus
- Ptilostemon muticum
- Ptilostemon niveus
- Ptilostemon polycephalus
- Ptilostemon rhiphaeus
- Ptilostemon stellatus
- Ptilostemon strictus

1. ↑  «Ptilostemon — World Flora Online». www.worldfloraonline.org. Consultado em 19 de agosto de 2020